# Торилон перуанський
Торило́н перуанський (Anairetes alpinus) — вид горобцеподібних птахів родини тиранових (Tyrannidae). Мешкає в Перу і Болівії.

## Опис
Довжина птаха становить 13 см. Верхня частина тіла темно-сіра, спина легко поцяткована чорнуватими смужками. На голові довгий, вузький, роздвоєний чуб, спереду чорний, позаду білий. Потилиця біла. Крила темні з довома помітними білими смужками і білими краями. Хвіст довгий, чорний, крайні стернові пера білі. Нижня частина тіла попелясто-сіра. У представників номінативного підвиду живіт жовтувато-білий, у представників підвиду A. a. bolivianus білий.

## Підвиди
Виділяють два підвиди:
- A. a. alpinus (Carriker, 1933) — Перуанські Анди (Кордильєра-Оксиденталь і Кордильєра-Бланка в регіонах Ла-Лібертад, Анкаш, Ліма);
- A. a. bolivianus (Carriker, 1935) — Східний хребет Перуанських Анд (Куско, Апурімак) і Болівійскі Анди (Кордильєра-Реаль).

## Поширення і екологія
Перуанські торилони мешкають в Андах на території Перу і Болівії, зокрема в горах Рунтакоча та в горах Кордильєра-де-Вількабамба. Вони живуть у вологих гірських тропічних лісах Polylepis і Gynoxys. Зустрічаються на висоті від 3700 до 4500 м над рівнем моря.

## Збереження
МСОП класифікує цей вид як такий, що перебуває під загрозою зникнення. За оцінками дослідників, популяція перуанських торилонів становить від 250 до 1000 птахів. Це рідкісний вид птахів, якому загрожує знищення природного середовища.